# Avant la pluie
Avant la pluie est un tableau du peintre russe Fiodor Vassiliev (1850-1873), réalisé en 1870-1871. Il fait partie de la collection de la Galerie Tretiakov (sous le numéro d'inventaire no 901). Ses dimensions sont de 39,7 × 57,5 cm (selon d'autres données 40,4 × 58,2 cm).

## Histoire
Le tableau Avant la pluie est réalisé au début des années 1870 ; selon le catalogue de la Galerie Tretiakov en 1870-1871, mais selon l'ouvrage de Nikolaï Nouvouspenski, en 1870, avant la voyage de Vassiliev sur la Volga.
Le tableau a été exposé lors d'une exposition posthume à Saint-Pétersbourg qui s'est tenue en janvier 1874 soit 5 mois après la mort de l'artiste des suites de la tuberculose à l'âge de 23 ans en septembre 1873. Il a été acquis en 1874 par Pavel Tretiakov lors d'une vente aux enchères.

## Description
Le sujet du tableau est un paysage rural dans lequel se déroule une scène de la vie quotidienne de paysans : deux de ceux-ci conduisent des oies sur un petit pont qui traverse un ruisseau. Au loin, on aperçoit des maisons du village. Sur la toile, on ressent l'atmosphère avant la pluie : le ciel est couvert de gros nuages sombres et les arbres se plient sous l'effet du vent.
Au musée russe de Saint-Pétersbourg, se trouve une version sépia de Vassiliev intitulée Le Petit Pont sur le ruisseau qui a servi de préparation à la réalisation de la peinture à l'huile Avant la pluie.

## Appréciation
La critique d'art Faïna Maltseva écrit que dans le tableau Avant la pluie « tout semble se rapprocher de la vie et acquérir cette part indispensable de la nature grâce à laquelle le sujet choisi est perçu comme un phénomène réel vécu émotionnellement par le peintre ».
Le critique d'art Nikolaï Nouvouspenski écrit à propos de cette toile dans son ouvrage sur ce peintre :

« … ce petit tableau Sous la pluie (1870, Galerie Tretiakov) complète une série de paysages ruraux romantiques de la fin des années 1860. <…> Le tableau rayonne vraiment de lumière. Cette sensation naît du rapport subtil et précis de  lumière tamisée et d'ombres éclaircies par des reflets lumineux froids. Cet effet coloriste donne une émotion particulière à la toile, qui est sans conteste l'une des perles de l'œuvre précoce de Vassiliev. »